# Freie Secession
Freie Secession (svenska: Fria secessionen/utbrytningen) var en sammanslutning av modernistiska konstnärer i Berlin, som organiserade gemensamma utställningar 1914–1923.
Freie Secession bildades efter att 42 medlemmar år 1913 lämnat Berliner Secession, som därmed blev av med en majoritet av sina medlemmar och däribland de mest framstående. Max Liebermann, tidigare medgrundare och långvarig ordförande av Berliner Secession, valdes till hederspresident i Freie Secession.

## Kända medlemmar (i urval)
- Ernst Barlach
- Max Beckmann
- Georg Kolbe
- Käthe Kollwitz
- Wilhelm Lehmbruck
- Max Liebermann
- Karl Schmidt-Rottluff
- Max Slevogt
- Henry van de Velde
- Heinrich Zille